# 3641 Вільямс Бей
3641 Вільямс Бей (3641 Williams Bay) — астероїд головного поясу, відкритий 24 листопада 1922 року.
Тіссеранів параметр щодо Юпітера — 3,184.